# Münster (Stuttgart)
Koordinaten: 48° 49′ N, 9° 13′ O
Münster am Neckar ist der kleinste der 23 Stadtbezirke von Stuttgart. Er liegt im Nordosten der Landeshauptstadt, direkt am Neckar.

## Geschichte

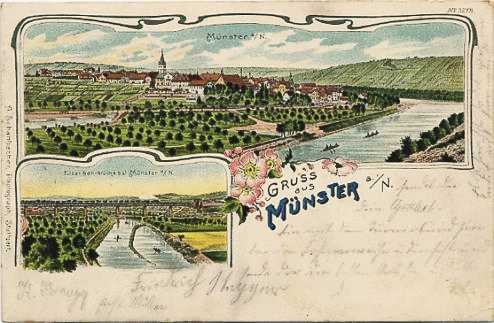
Münster am Neckar 1900

Die erste urkundliche Nennung stammt aus dem Jahr 1193. Münster am Neckar wurde im Zuge der Verwaltungsreform des Landes Württemberg 1818 dem Oberamt Cannstatt zugeteilt und war bis zu dessen Auflösung 1923 Teil des Neckarkreises. Danach war Münster dem Amtsoberamt Stuttgart zugeordnet, bis es am 1. Juli 1931 nach Stuttgart eingemeindet und dann als Stadtteil geführt wurde.
Bei der Einteilung der Stadt Stuttgart in Stadtbezirke im Jahr 1956 wurde der Stadtteil Münster zum Stadtbezirk erklärt, der auch bei der Neugliederung der Stuttgarter Stadtteile zum 1. Januar 2001 nicht verändert wurde.

## Wirtschaft und Verkehr

### Bahn- und Busverkehr
Der Stadtbezirk verfügt über einen Bahnhof an der 1896 eröffneten Güterumgehungsbahn Untertürkheim–Kornwestheim („Schusterbahn“). Die Königlich Württembergischen Staats-Eisenbahnen erbauten das Bahnhofsgebäude als Einheitsbahnhof vom Typ IIIa. Vom Bahnhof Münster ging außerdem von 1926 bis 2000 die Industriebahn nach Bad Cannstatt aus. Der 885 Meter lange Eisenbahnviadukt Stuttgart-Münster wurde 1896 als „König-Wilhelm-Viadukt“ erbaut und 1985 durch einen Neubau ersetzt. Heute verkehrt dort die Regionalzuglinie RB 11 (Stuttgart-Untertürkheim – Kornwestheim).
Der Stadtbezirk wird außerdem von den Linien U12 und U14 der Stadtbahn Stuttgart und der SSB-Buslinie 56 von Münster Bahnhof über Hallschlag und Bad Cannstatt zur Mercedes-Benz-Welt in das Stuttgarter Nahverkehrsnetz eingebunden.

### Radverkehr
Direkt am Neckarufer entlang der Neckartalstraße verläuft die Hauptradroute (HRR) 11 der Stadt Stuttgart. Ausgeschildert ist sie als Neckartal-Radweg, der hier als Landes-Radfernweg verläuft. Diese Routen verbinden Münster mit Bad Cannstatt (und damit auch mit dem Stadtzentrum), Untertürkheim und Wangen und in der anderen Richtung über Mühlhausen mit Remseck und Marbach am Neckar. Für die Zukunft ist zwischen Stuttgart-Mitte und Remseck auch eine Radschnellverbindung geplant.
Der Württemberger Weinradweg berührt ebenfalls den Stadtbezirk. Der ausgeschilderte Landes-Radfernweg verläuft von Rottenburg am Neckar nach Niederstetten und führt dabei von Fellbach kommend über Sommerrain zum Neckar nach Münster und folgt bis Marbach dem Neckartal-Radweg.
Als weitere Freizeitroute führt die beschilderte Rundstrecke Radel-Thon durch Münster. Sie verläuft von Obertürkheim kommend durch das Neckartal und zweigt in Mühlhausen ins Feuerbacher Tal ab Richtung Zazenhausen. 

### Schifffahrt
Der Neckar wurde in den Jahren von 1928 bis 1932 kanalisiert und 1958 schiffbar gemacht.

## Politik
Dem Bezirksbeirat Münster gehören auf Grund der Einwohnerzahl des Stadtbezirks neun ordentliche und ebenso viele stellvertretende Mitglieder an. Seit der letzten Kommunalwahl 2024 gilt folgende Sitzverteilung:
- Grüne: 1
- SPD: 1
- FDP: 1
- FW: 1
- CDU: 3
- AfD: 2

### Wappen
| Wappen von Münster | Blasonierung: „In Blau der silberne lateinische Großbuchstabe M, überdeckt von einem pfahlweis gestellten goldenen Abtsstab.“ |
| Wappen von Münster | Wappenbegründung: Das älteste Siegel Münsters stammt aus dem Jahr 1611 und ist damit eines der ältesten Dorfsiegel der Umgebung. Es zeigte den Buchstaben M. Als das Dorf 1905 ein neues Siegel und Wappen benötigte, schlug das Staatsarchiv vor, einen Bischofsstab hinzuzufügen und die Farben entweder als Silber auf Rot oder Gold auf Blau festzulegen. Der Bischofsstab ist ein Symbol für das Kloster Lorch, zu dem der Ort seit dem 12. Jahrhundert gehörte. Das Dorf entschied sich für zuletzt genannten Farben. |

## Kirchen und Gebäude

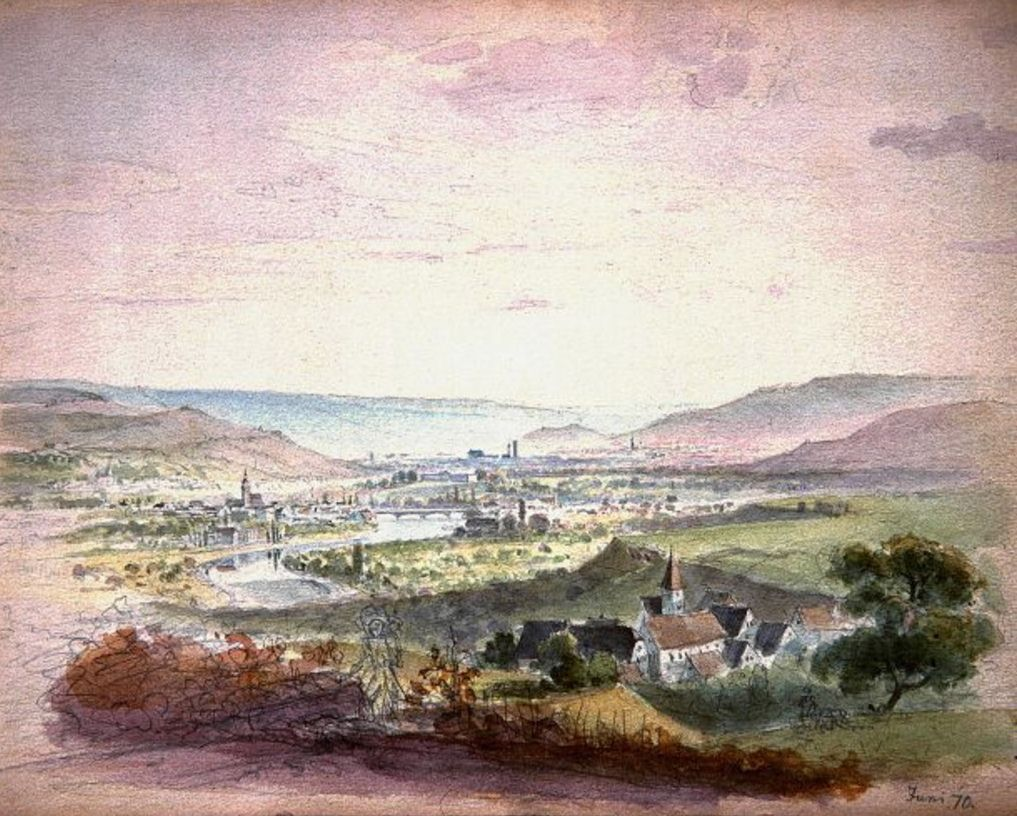
Vorne Münster im Neckartal. Blick von Norden. Links Cannstatt, rechts im Hintergrund Stuttgart. Aquarell von General Eduard von Kallee vom Juni 1870.

- Evangelische Dreifaltigkeitskirche
- Katholische Kirche St. Ottilia
- Evangelisch-Methodistische Kirche
- Neuapostolische Kirche Münster
- Feuerwehrmuseum Stuttgart im ehemaligen Werk von Assmann & Stockder
- Nahe dem Eisenbahnviadukt befindet sich am Neckar das Kraftwerk Stuttgart-Münster.

## Fotos

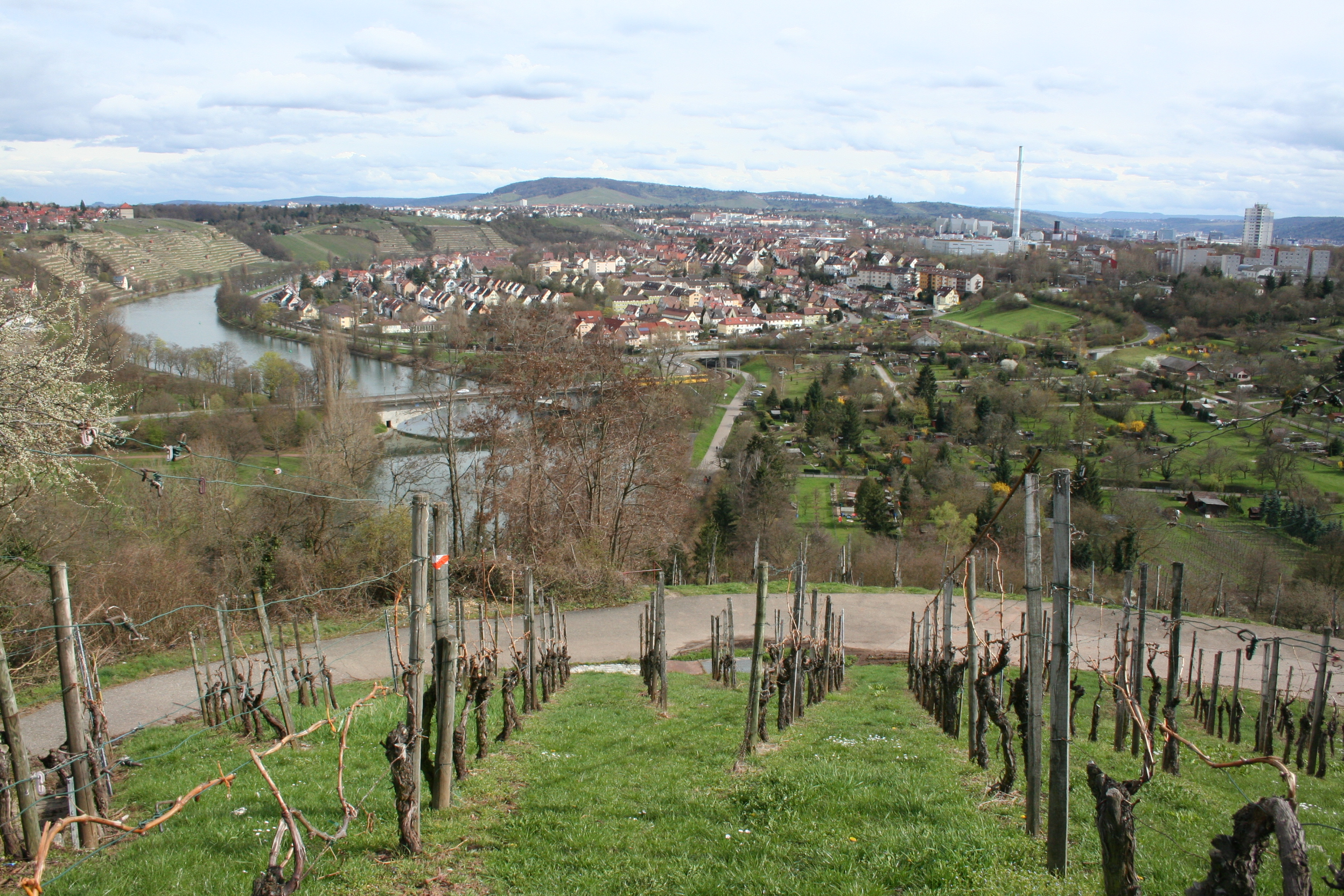
Blick vom Schnarrenberg auf Münster
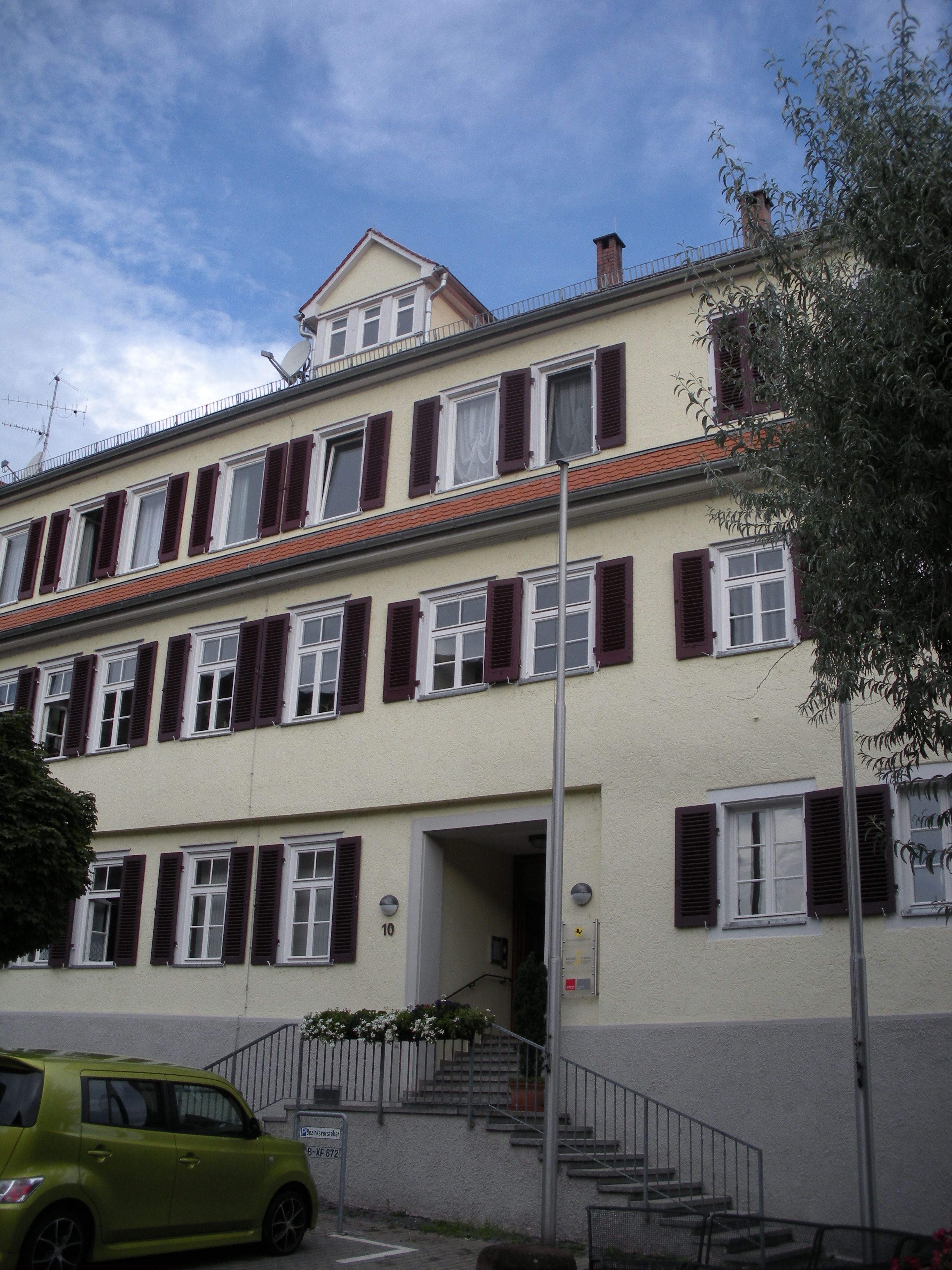
Bezirksrathaus Münster
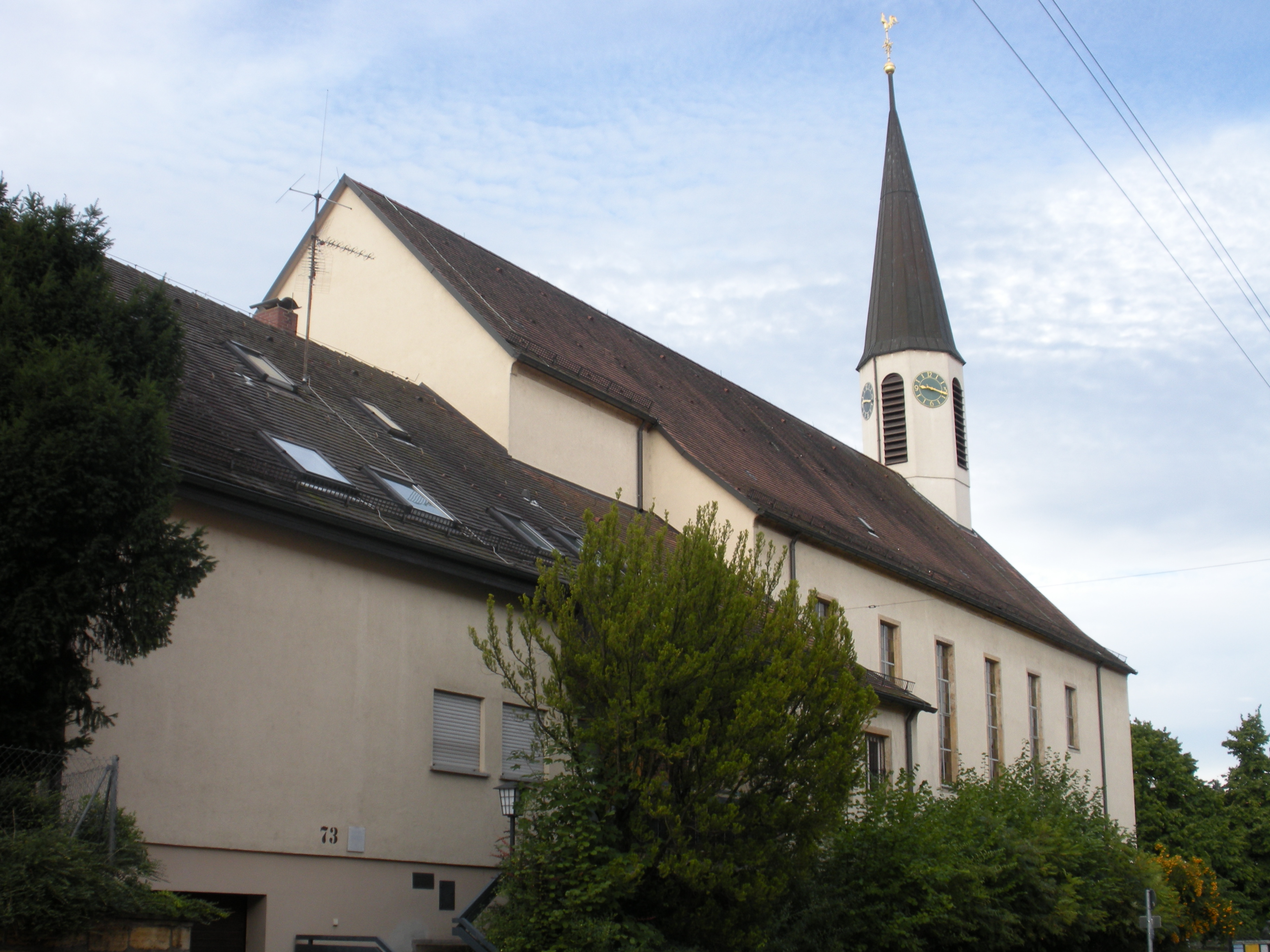
Evang. Dreifaltigkeitskirche Stuttgart-Münster
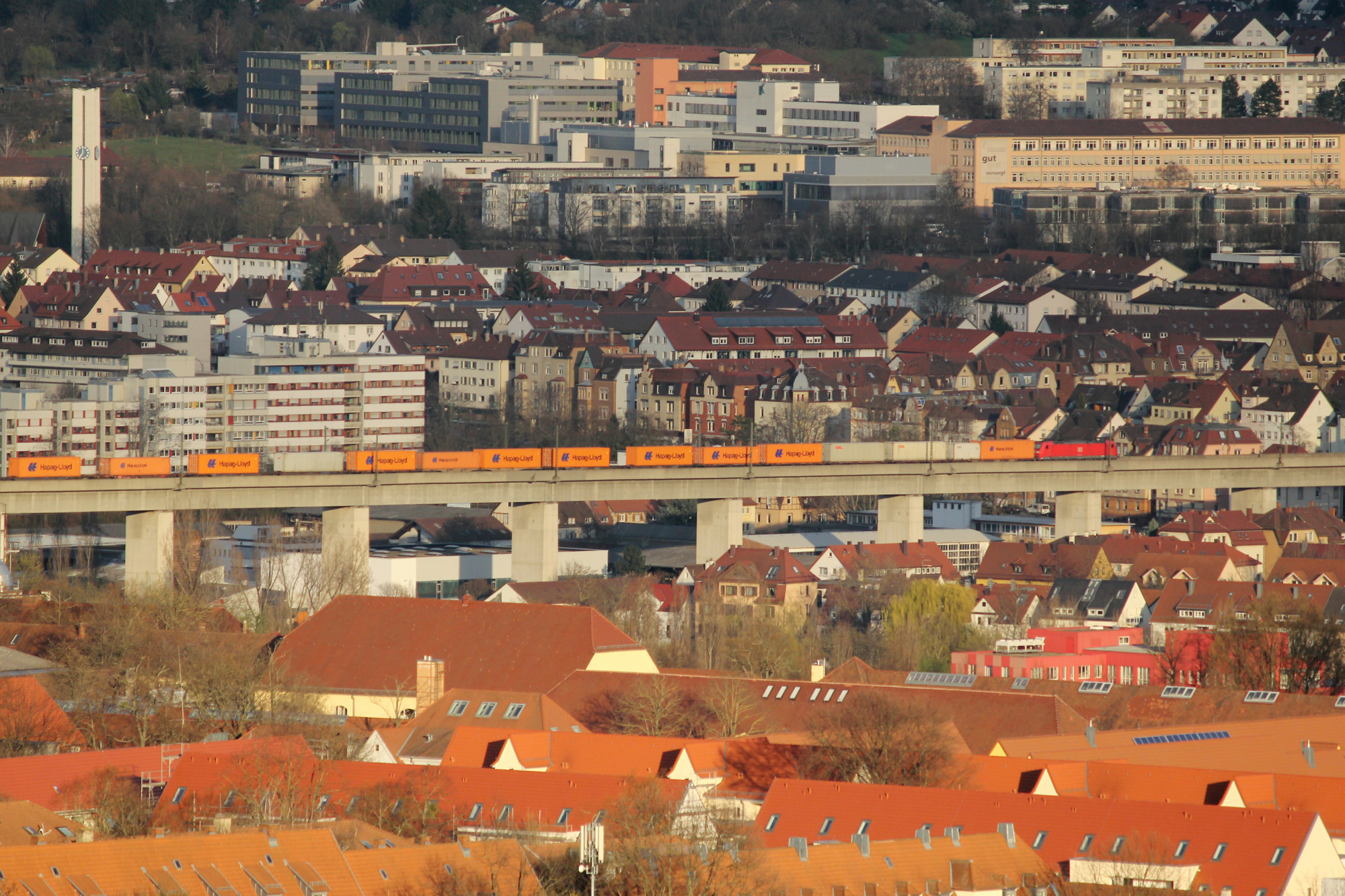
Eisenbahnviadukt
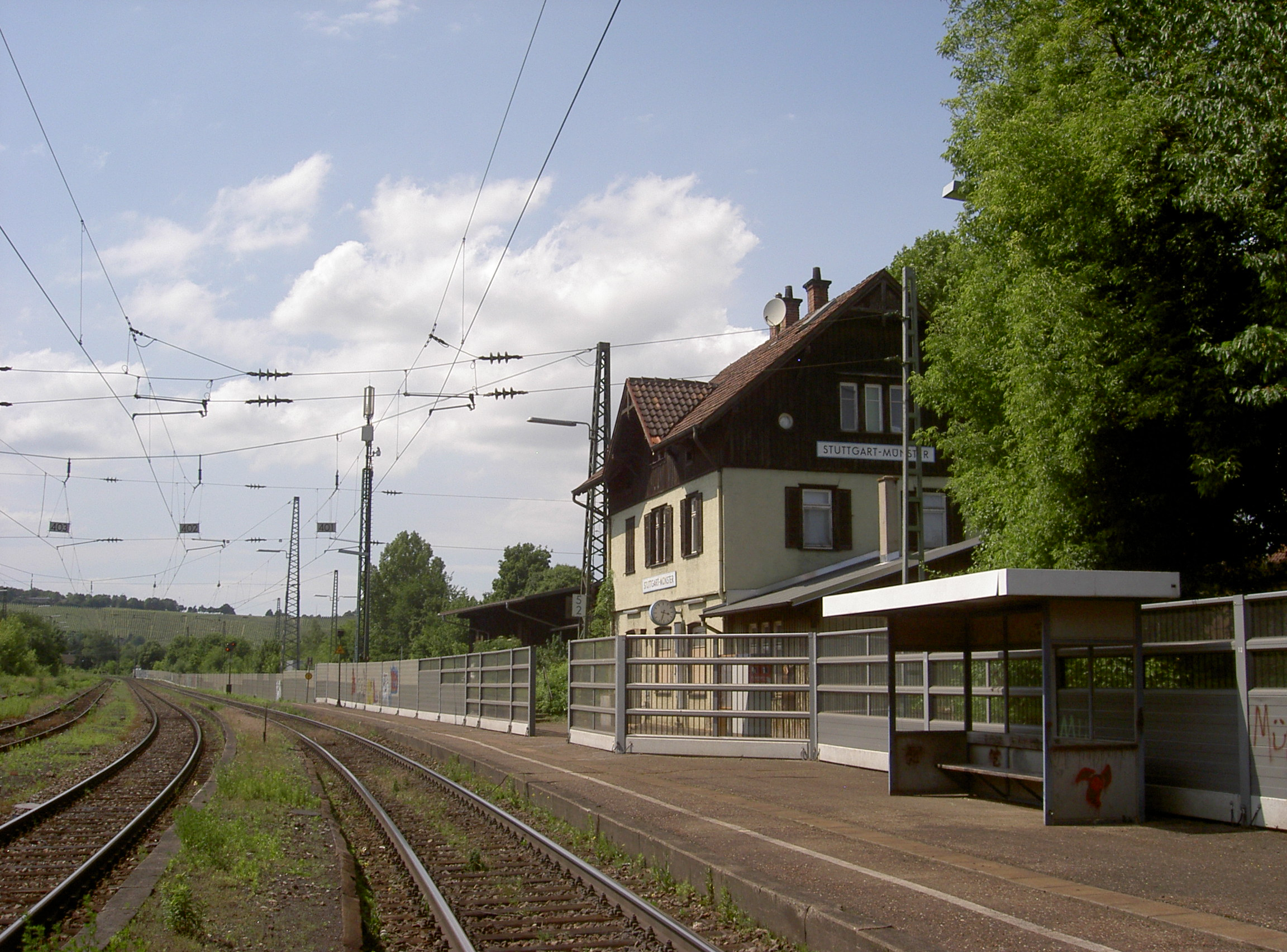
Bahnhofsgebäude an der Strecke Stuttgart-Untertürkheim–Kornwestheim
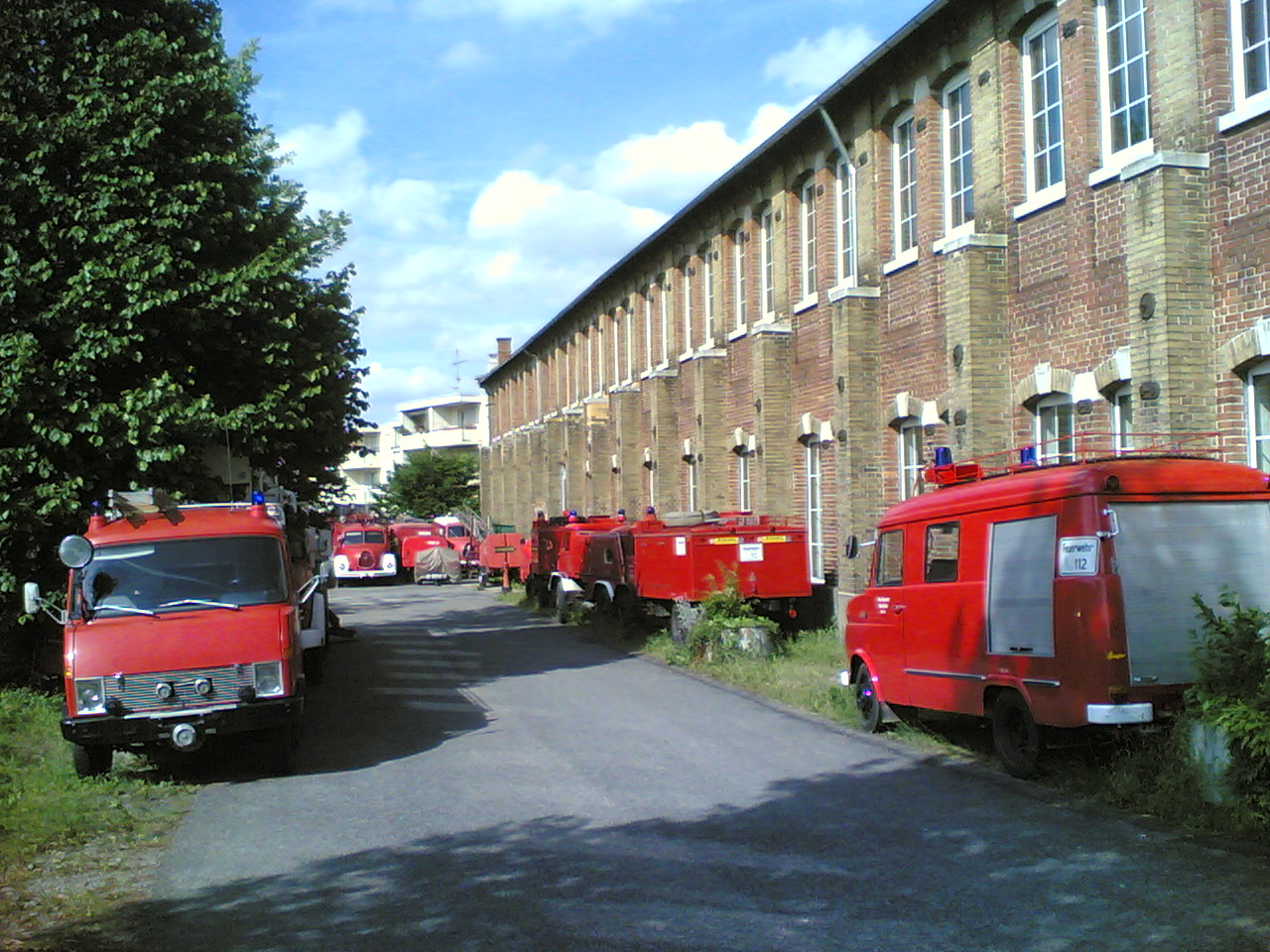
Feuerwehrmuseum
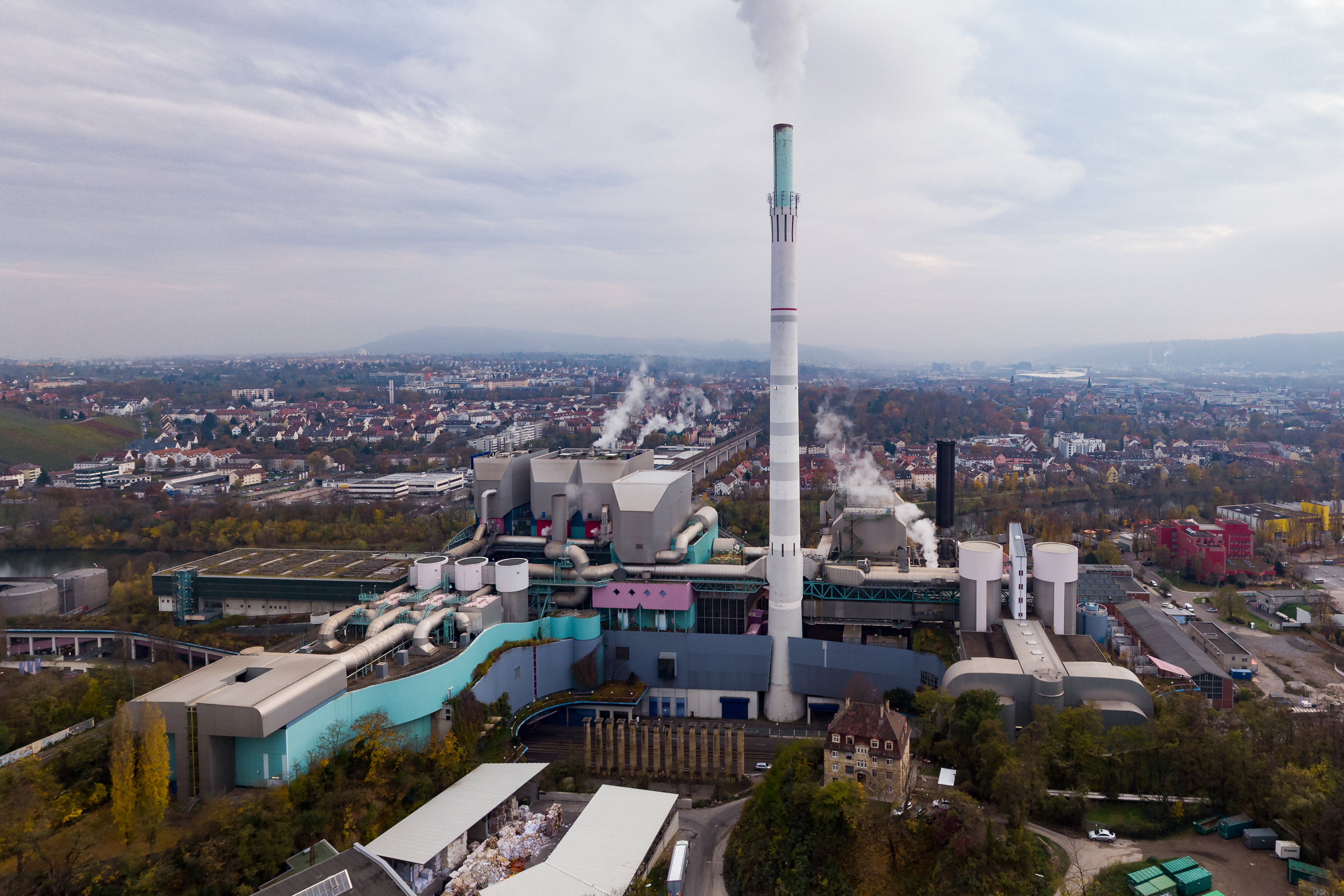
Kraftwerk Stuttgart-Münster

## Kultur und Sehenswürdigkeiten

### Gedenkstätten
Seit 1960 erinnert auf dem Neuen Friedhof Burgholzstraße 70 ein Mahnmal des Bildhauers Ernst Yelin an die jüdischen Bürger der Stadt, die Opfer der Shoa wurden.

### Sehenswürdigkeiten
Am Ostabfall des Schnarrenbergs, in etwa 300 Meter nach der Aubrücke findet sich eine bis zu 9 Meter hohe, nahezu senkrechte Lösswand. Das Naturdenkmal ist Bestandteil des Geologischen Lehrpfads von Bad Cannstatt und Münster (hier: Station 7).

## Ehrenbürger und Persönlichkeiten
- Johann Heinrich Calisius (1633–1698), evangelischer Kirchenlieddichter, war von 1663 bis 1669 Pfarrer von Münster
- Immanuel Lauster (1873–1948), Ingenieur
- Timo Werner (* 1996), Fußballer, wuchs in Münster auf

### Ehrenbürger
- 1897 Karl Eckardt, Pfarrer (1832–1901)
- 1911 Gustav Firnhaber, Bauführer (1848–1915)
- 1914 Karl Eberhard Seeger, Hauptlehrer (1846–1923)
- 1926 Maria Lutz, geb. Weitmann, Schriftstellerin (1886–1951)